# A.F. Vandevorst
A.F. Vandevorst was een Belgisch modemerk opgericht in 1997 door modeontwerpers Filip Arickx en An Vandevorst.

## Geschiedenis
Ze waren actief voor Ruffo Research (ledercollectie 1999-2000), Allegri-lijn (2004), Piper Heidsick (lerenhoes fles).
Bij hun tweede show in Parijs in 1998 lagen de modellen in ziekenhuisbedden en zaten de toeschouwers op stoelen zoals bij een ziekenbezoek. Dit leverde hen een Vénus de la Mode op.
In 2000 werden ze gevraagd door Ivo van Hove om kostuums te maken voor Alice in bed (Susan Sontags). Hierdoor raakten ze ook in de theater- en operawereld bekend. Ook voor de voorstelling Vec Makropoulos van Leoš Janáček maakten ze in 2002 de kostuums.
In 2017 werd al gestopt met de prêt-à-porter en enkel nog haute couture te maken. In 2020 werd beslist om definitief te stoppen
Naast kledij werden ook schoenen gemaakt sinds 2003 die als een succes werden bestempeld.
Daarnaast ontwierpen ze ook kostuums voor opera.

## Filip Arickx
Filip Arickx (1971) studeerde af in 1991 aan de Antwerpse Academie in mode. In 1998 trouwde hij met An Vandevorst met wie hij in 1997 A.F. Vandevorst opgericht had. Tot de oprichting van hun modemerk was Arickx stylist en ontwerper bij meerdere Belgische ontwerpers waaronder Bikkembergs.

## An Vandevorst
An Vandevorst (1968) studeerde af in 1991 aan de Antwerpse Academie in mode. In 1998 trouwde ze met Filip Arickx met wie ze in 1997 A.F. Vandevorst opgericht had. Tot de oprichting van hun modemerk was Vandevorst eerste assistent van Dries Van Noten. Tussen 1997 en 2000 had Vandevorst ook lesopdracht aan de Antwerpse Academie.

## Erkentelijkheden
- 1998 - Venus de la Mode
- 2000 - Uitnodiging door Anna Wintour en voorgesteld met enkele andere als "the new guard".[6]
- 2001 - werk te zien in Metropolitan Museum te New York
- 2004 - ModeMuseum Antwerpen (MoMu) tentoonstelling Europalia Rusland
- 2005 - Solo-tentoonstelling MoMu